# Billy Hayes
William „Billy“ Hayes (* 3. April 1947 in New York City) ist ein amerikanischer Schriftsteller, Schauspieler und Regisseur, dessen Festnahme, Verurteilung und Haftzeit in der Türkei wegen Drogenschmuggels weltweit bekannt wurde und den Film 12 Uhr nachts – Midnight Express inspirierte.

## Leben
In seiner Studentenzeit hatte er bereits dreimal erfolgreich Haschisch als Flugpassagier aus der Türkei in die Vereinigten Staaten geschmuggelt. Bei einem weiteren Versuch am 6. Oktober 1970 wurde er festgenommen und für zunächst viereinhalb Jahre inhaftiert – zuerst im Istanbuler Sağmalcılar-Gefängnis und dann im Irrenhaus von Bakırköy, bevor er auf die Gefängnisinsel İmralı verlegt wurde. Kurz vor Ende der ursprünglich festgesetzten Haft wurde seine Strafe vermutlich als Reaktion auf die Drogenpolitik der Regierung Nixon auf lebenslang erhöht und schließlich vom Gericht auf 30 Jahre festgesetzt. 1975 gelang ihm, zur Dockarbeit eingeteilt, die Flucht von İmralı mit dem Ruderboot, zuerst nach Bandirma und dann über Griechenland, Deutschland und die Niederlande zurück in die Vereinigten Staaten.
Billy Hayes schrieb über diese Erfahrung das Buch „Midnight Express“, das 1978 unter dem gleichen Titel verfilmt wurde. Die Hauptrolle und damit Hayes’ filmisches alter ego spielte Brad Davis unter der Regie Alan Parkers nach einem Drehbuch Oliver Stones.
Während der Filmfestspiele von Cannes 1999 wurde Billy Hayes vom türkischen Regisseur Alinur Velidedeoğlu über den Film interviewt. Hayes zeigte sich über Teile des Films enttäuscht und kritisierte die negative Darstellung sämtlicher türkischer Charaktere, während seine türkischen Freunde im Film keine Rolle spielten. Auch seinen Gefängnisaufenthalt sah er positiver als im Film dargestellt. Hayes bedauerte, dass das westliche Stereotyp der rückständigen und rechtlosen Türkei womöglich auf dem Film beruhe und erklärte seine Zuneigung zur Türkei und insbesondere zu Istanbul. Da Interpol die Ermittlungen wegen seiner Flucht eingestellt hatte, erklärte Hayes in die Türkei zurückkehren zu wollen, zögerte aber aus Furcht, viele Türken könnten ihn für das negative Bild ihres Landes verantwortlich machen.
Schließlich besuchte Hayes im Juni 2007 die Türkei anlässlich der zweiten Istanbuler „Demokratie- und Sicherheits-Konferenz“, die von der türkischen Polizei und dem türkischen Institut für Polizeistudien organisiert wurde. Im Rahmen dieses Besuches hielt er eine Pressekonferenz, bei der er beim türkischen Volk um Entschuldigung bat.
Hayes ist in der Unterhaltungsbranche tätig und führte bei verschiedenen Theaterstücken und in einigen Folgen der Fernsehserie Copper – Justice is brutal Regie. Neben Vorlesungen an Universitäten hat Hayes mit traumatisierten Jugendlichen und Gefängnisinsassen gearbeitet und die Geschichte seiner eigenen Haftzeit erzählerisch als Einpersonenstück vorgetragen. Er lebt mit seiner Frau Wendy in Los Angeles.